# یاج‌لو
یاج‌لو روستایی است که در استان اردبیل، شهرستان نمین، بخش مرکزی، دهستان دولت‌آباد قرار دارد.

## جمعیت
بر اساس سرشماری سال ۱۳۸۵ جمعیت این روستا ۳۶۰ نفر با ۷۱ خانوار بوده‌است. در حال حاضر به دلیل مهاجرت‌های زیاد تعداد خانوارهای این روستا به حدود ۳۰ خانوار می‌رسد. در حال حاضر بیشترین ساکنین روستا را کسانی تشکیل می‌دهند که فاقد زمین بوده و بضاعت مالی کافی برای کوچ به شهر را ندارند. اهالی کوچ کرده در فصل کشت به روستا مراجعت کرده و پس از برداشت مجدداً به شهرهای خود بازمی‌گردند.
روستای یاجلو با توجه به اینکه به شهرستان نمین نزدیک‌تر است اما به دلیل راه ارتباطی از شهرستان نمین ۲۵ کیلومتر و از مرکز استان ۲۰ کیلومتر فاصله دارد.